# Китайский фонарик
О растении см. физалис обыкновенный

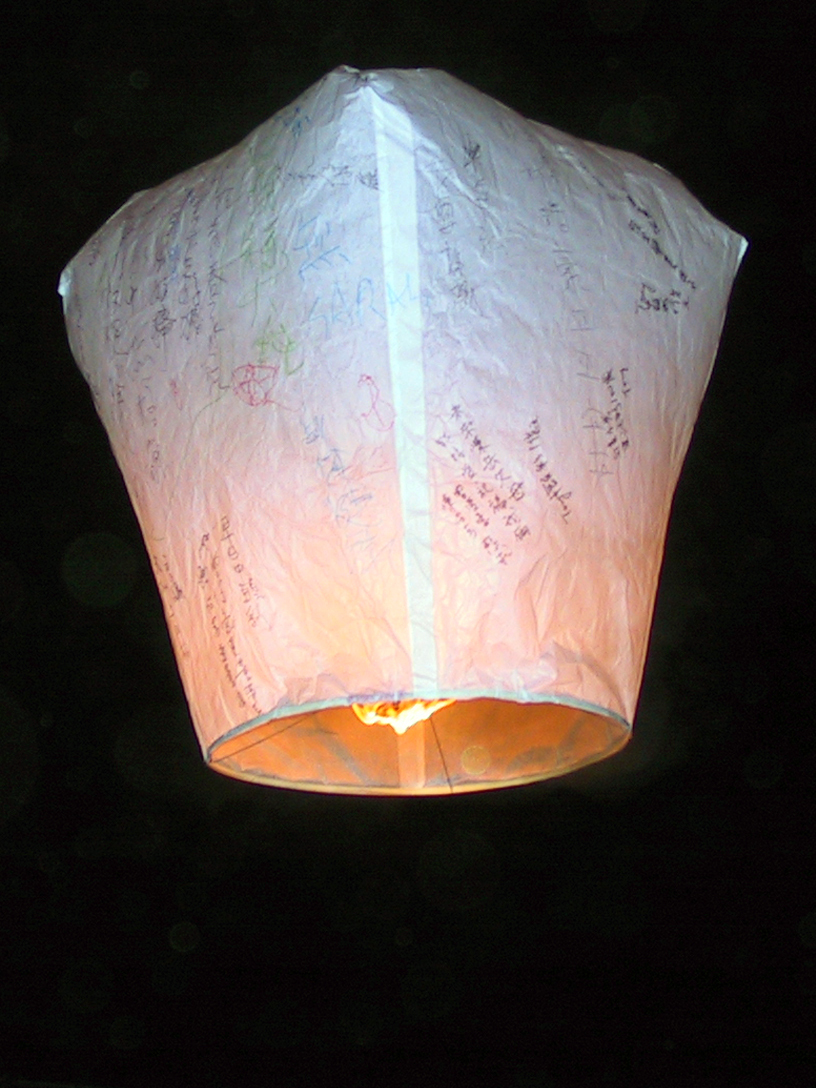
Современный фонарь кунмин

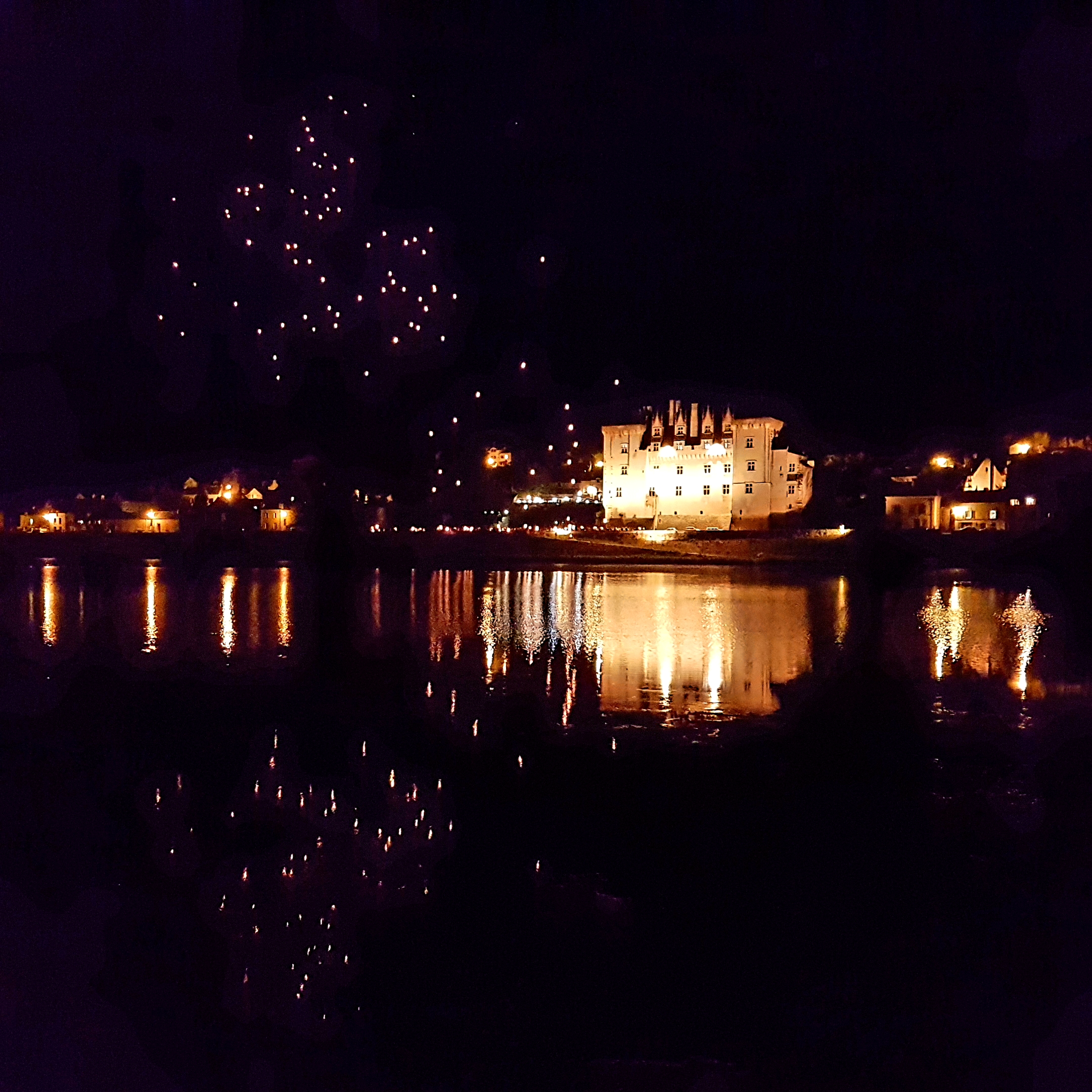
Замок Монсоро, Долина Луары, Франция.

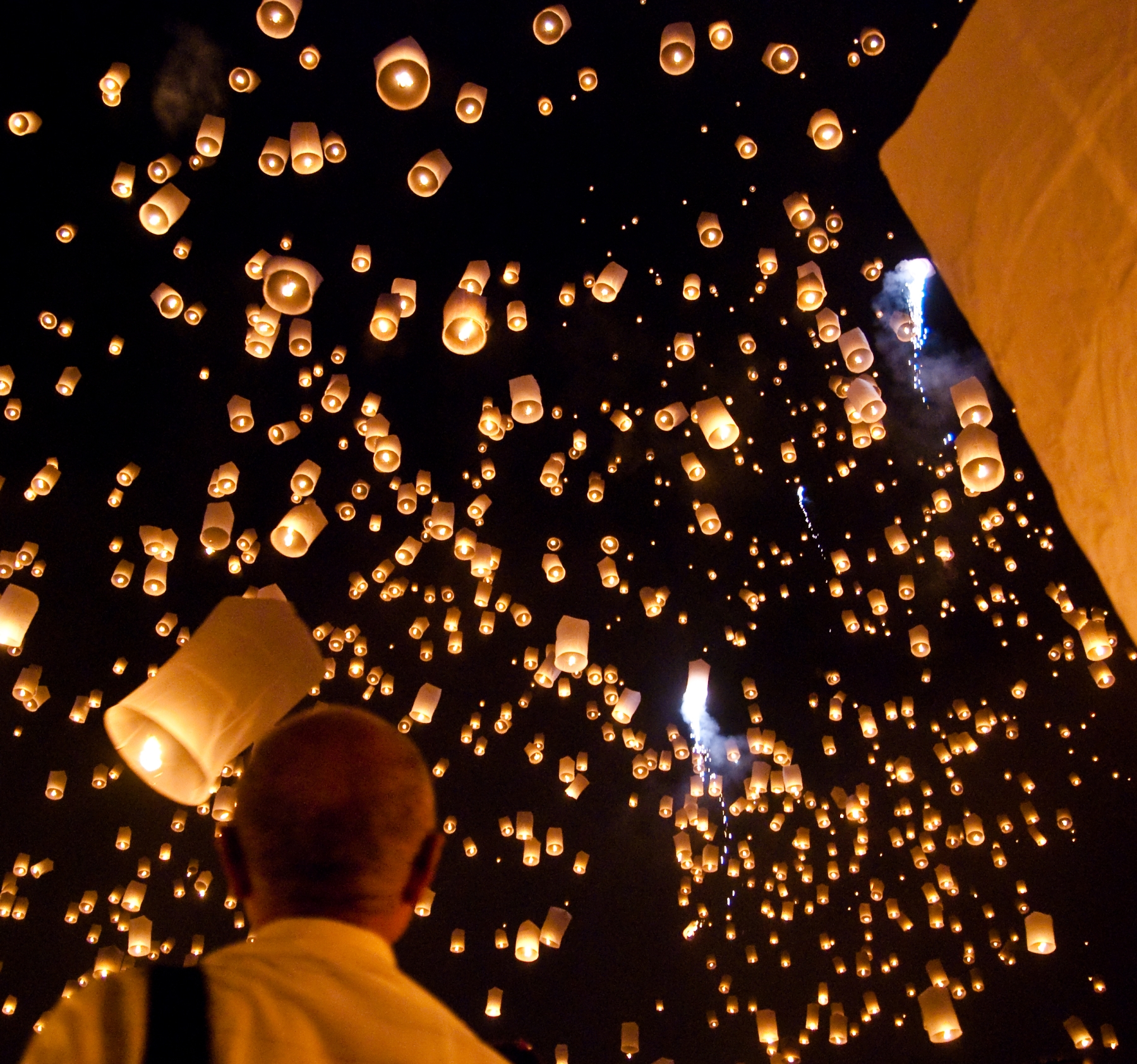
Фестиваль Йи Пенг (Лой Кратонг) в Тудонгкасатан Ланна (Центр медитации Ланна), Мэй Джо Чиангмай, Таиланд

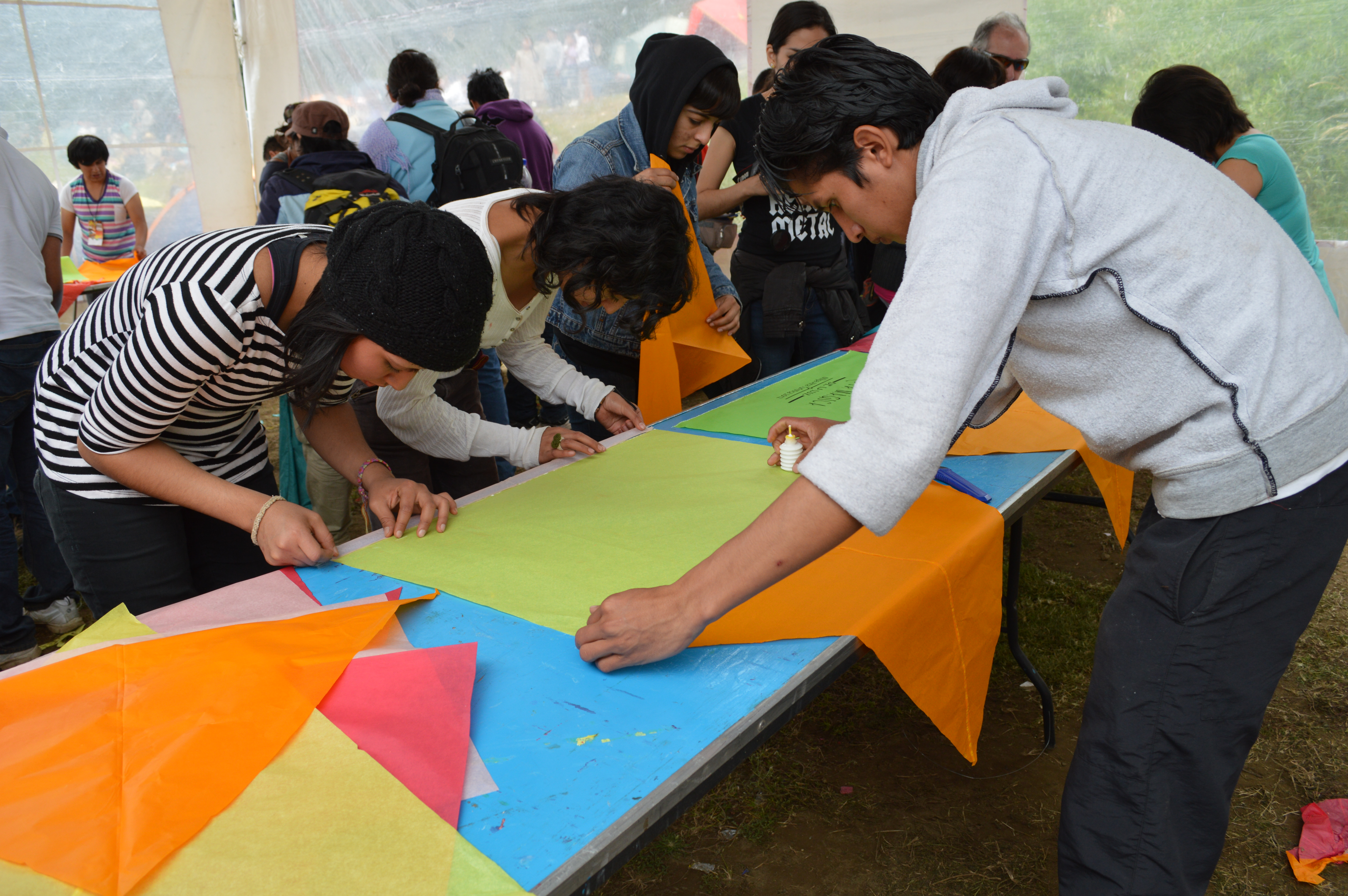
Изготовление китайских фонариков в Мексике

Китайский фонарик — летающая светящаяся конструкция из бумаги, натянутой на легкий деревянный каркас. Действует она по принципу монгольфьера и пользуется популярностью в восточных странах.
В России запуск китайских фонариков в городах, посёлках и вблизи лесов запрещён:
«Правила противопожарного режима в Российской Федерации», пункт 73:

… На территории поселений, городских округов и внутригородских муниципальных образований, а также на расстоянии менее 1000 метров от лесов запрещается запускать неуправляемые изделия из горючих материалов, принцип подъёма которых на высоту основан на нагревании воздуха внутри конструкции с помощью открытого огня.

## История
Первые упоминания о китайских бумажных фонарях были найдены в летописях, описывавших военные походы генерала Чжугэ Ляну (180—234 н. э., почётный титул Кунмин), который, как сообщают источники, использовал их, чтобы вселять страх во вражеские войска:

Масляная лампа была установлена под большим бумажным мешком, который поднимался с горячим воздухом от лампы. … Враги были охвачены страхом из-за света в воздухе, думая, что божественная сила помогала ему.

Однако устройство, представляющее собой лампу в бумажной ёмкости, зарегистрировано ранее, и, согласно Джозефу Нидэму, воздушные шары с горячим воздухом в Китае были известны в III в. до н. э.
Также известно, что летающие китайские фонарики использовались как универсальное средство передачи сигналов между командованием и различными армейскими подразделениями в китайской армии. Позже в Китае и других восточных странах запуску бумажных фонариков придавали определённое религиозное значение.
В Европе китайские фонарики стали массово появляться в 2005 году. В 2005 году, в память о жертвах Землетрясения в Индийском океане в 2004 году, на пляже Khao Lak (в Таиланде) было запущено около 5 тысяч фонариков. Журналист Чжоу Синь (Ганджоу Дэйли) с фотографией этого события занял второе место в категории «Искусство и развлечения» в престижном международном конкурсе фотожурналистов World Press Photo.

## Устройство
Роль несущей конструкции в небесном фонарике выполняет лёгкий деревянный каркас, как правило бамбуковый. В нижней его части имеется горелка, закреплённая на тонкой проволоке. Традиционная горелка изготавливается из кусочка хлопчатобумажной ткани, пропитанной воском, либо из пористой бумаги, пропитанной легковоспламеняющимися жидкостями. В современных фонариках горелку иногда делают из горючих полимеров. Купол изготавливается из рисовой бумаги с добавлением тутового дерева. Бумагу, как правило, пропитывают специальным негорючим составом, чтобы она не загоралась.
Каркас и купол небесного фонарика могут иметь различную форму, от стандартных геометрических фигур (цилиндр, шар) до изображений животных и популярных предметов обихода.

## Принцип действия

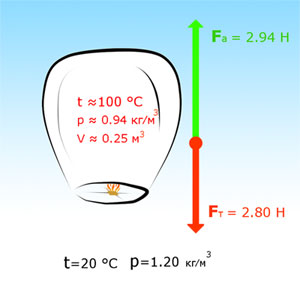
Принцип полёта небесного фонарика

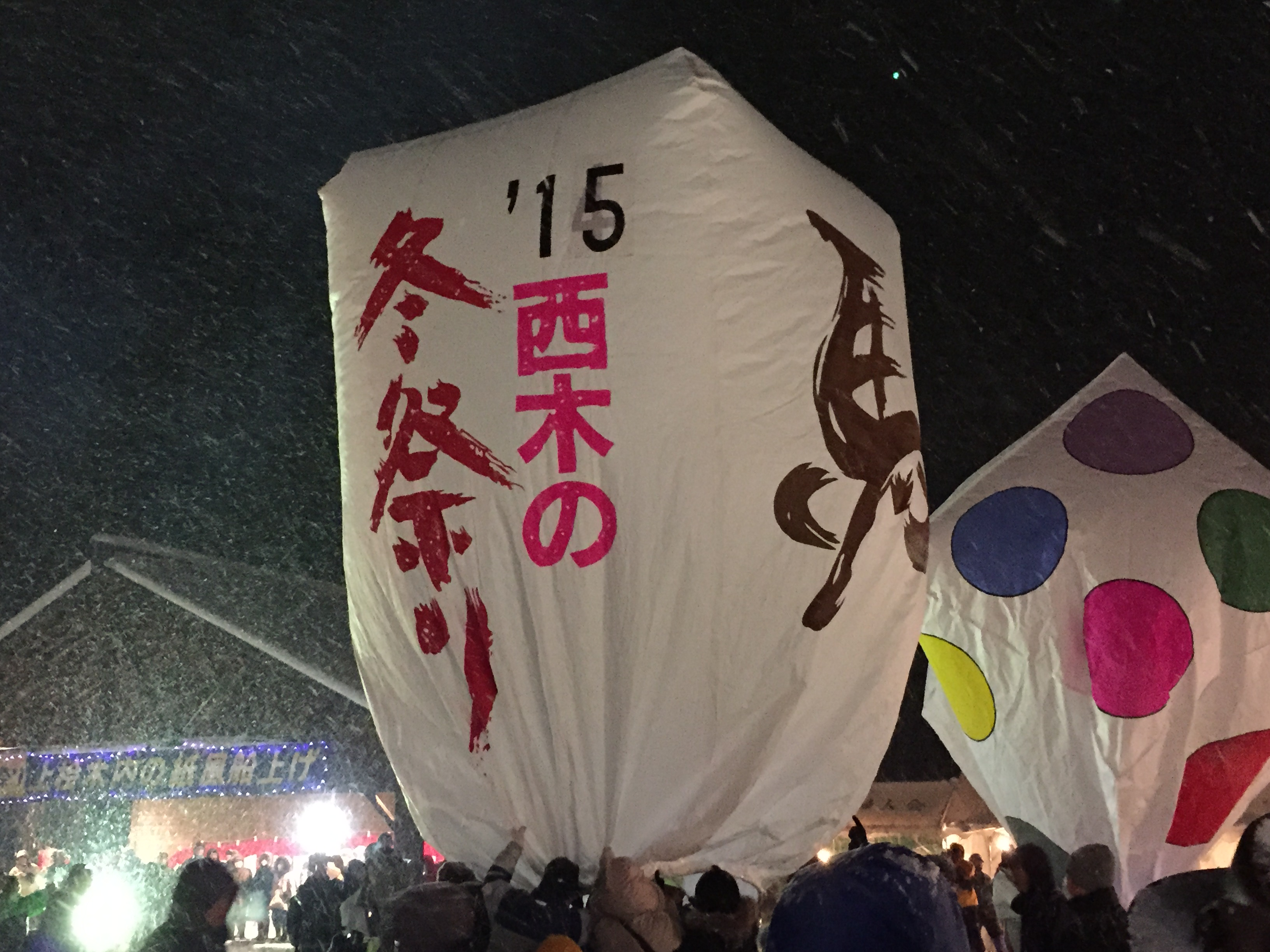
Воздушный камифусэн на фестивале Камихинокинай в 2015 году

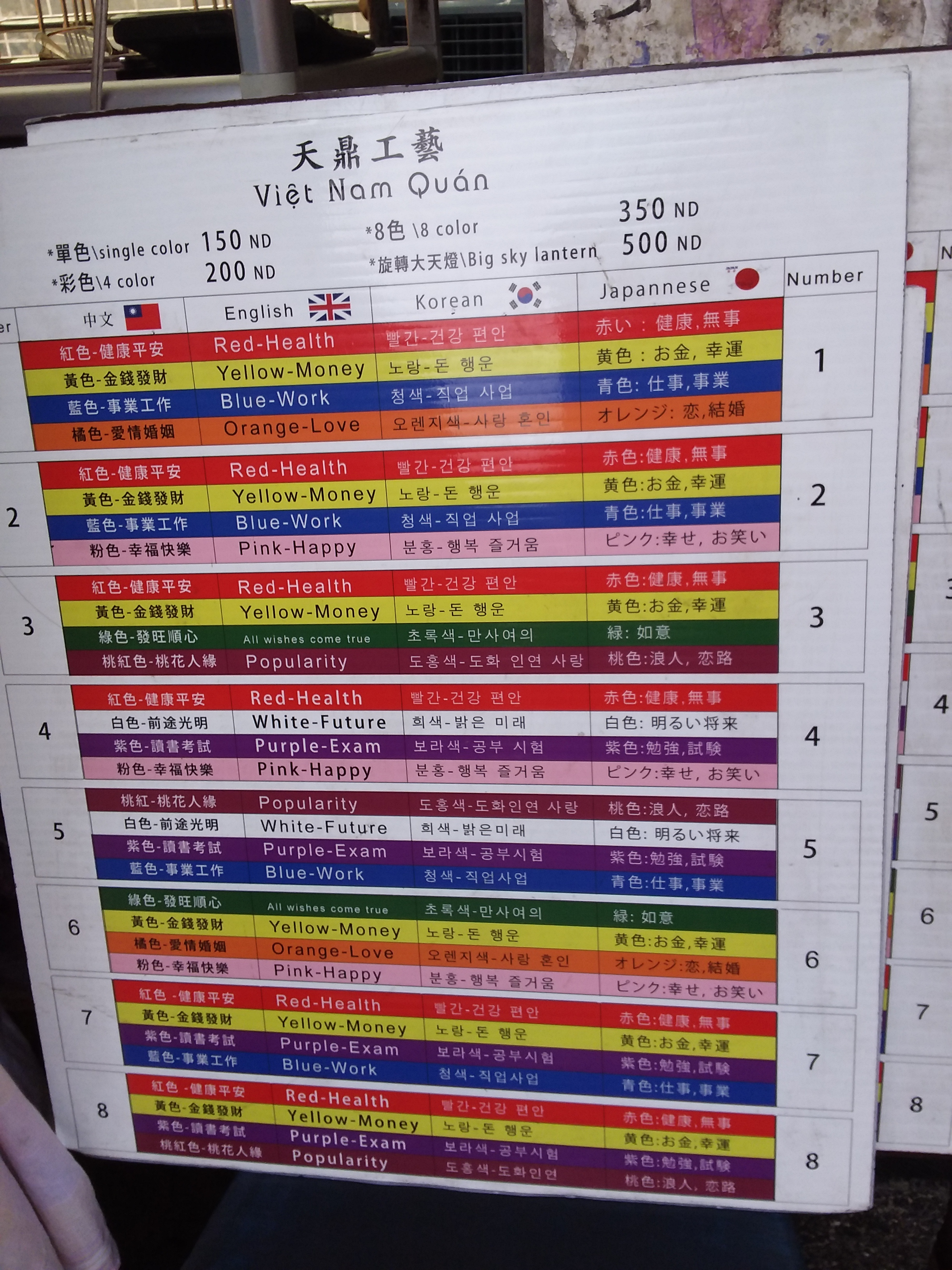
Различные цвета китайского фонарика и их значения в Тайване

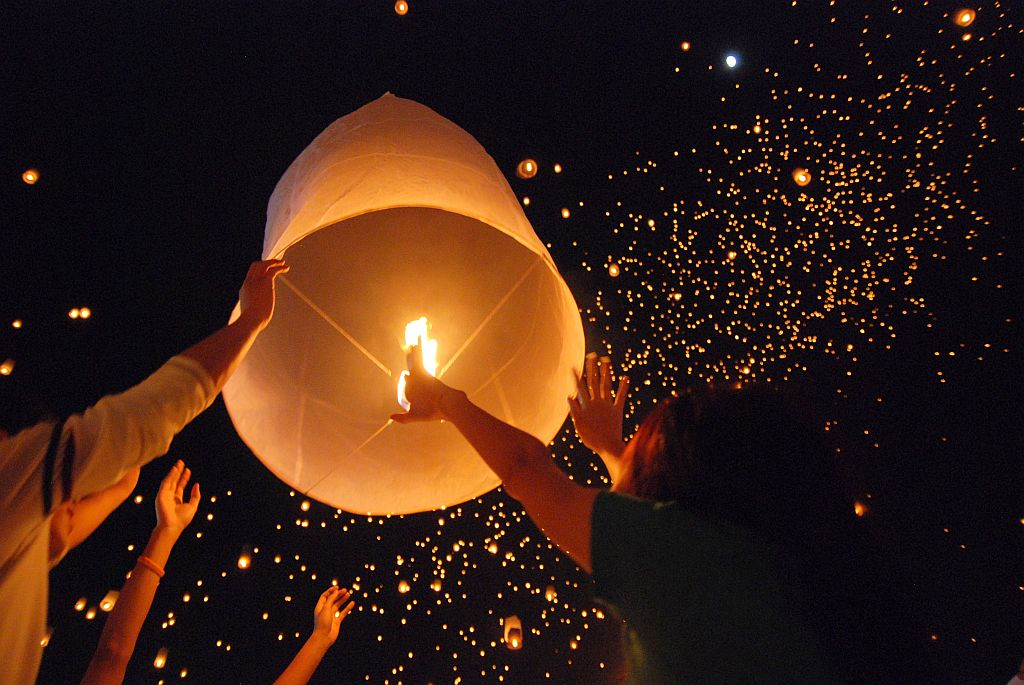
Запуск китайского фонаря во время Йи Пенг рядом с Чиангмай, Таиланд

Пламя горелки нагревает воздух внутри фонарика до 100~120 °С. При нагревании плотность воздуха становится меньше, а соответственно и его масса. Воздух внутри фонарика становится легче воздуха снаружи, поэтому фонарик всплывает в холодном воздухе.
Плотность нагретого воздуха внутри фонарика можно посчитать, используя уравнение состояния идеального газа
{\displaystyle \rho ={\frac {p}{R\cdot T}},}
где ρ — плотность воздуха, p — абсолютное давление, R — универсальная газовая постоянная для сухого воздуха (287,058 Дж⁄(кг·К)) и T — абсолютная температура в Кельвинах.
Объем среднего фонарика приблизительно равен 0.25 м³. При стандартном атмосферном давлении в 101,325 КПа и температуре воздуха 20 °С плотность атмосферного воздуха составляет 1,2041 кг⁄м³. Отсюда следует, что масса воздуха в фонарике объёмом 0.25 м³ составит около 300 граммов.
При нагревании воздуха внутри фонаря до температуры в 100 °С его плотность понизится, и составит 0,946 кг⁄м³.
При такой плотности, масса воздуха внутри фонарика будет уже не 300 г, а 236 г. Масса конструкции среднего китайского фонарика около 50 г. Общая масса фонарика (с нагретым воздухом внутри) 50 г + 236 г = 286 г. Получается, что полная масса фонарика на 14 г меньше массы воздуха, занимающего такой же объем. Эта разница отвечает подъёмной силе, действующей на фонарик.
Согласно закону Архимеда на тело, погружённое в жидкость (или газ), действует выталкивающая сила, равная весу вытесненной этим телом жидкости (или газа), {\displaystyle F_{A}=\rho gV}, где {\displaystyle \rho } — плотность жидкости (газа), {\displaystyle {g}} — ускорение свободного падения, а {\displaystyle V} — объём погружённого тела.
Для фонарика выталкивающая сила {\displaystyle F_{A}} = 1,20кг⁄м³ × 9,8 м/с² × 0,25 м³ = 2,94 Н. Сила тяжести, действующая на фонарик, {\displaystyle F_{T}} = 0,286 кг × 9,8 м/с² = 2,80 Н.
Поведение фонарика зависит от соотношения между модулями силы тяжести {\displaystyle F_{T}} и силы Архимеда {\displaystyle F_{A}}, которые действуют на это тело. Фонарик начнет подниматься в небо, если выполняется условие {\displaystyle F_{T}<F_{A}}. В нашем случае это условие выполняется, так как 2,80 Н < 2,94 Н.

## Некоторые характеристики
Вес среднего китайского фонарика составляет 50-100 г. Высота подъёма обычно находится в пределах 200—500 метров, время горения топлива в горелке — 15-20 минут. Размеры фонариков варьируются от 70×28 см до 170×50 см (высота×диаметр нижнего кольца).

## Безопасность при эксплуатации
При запуске небесных фонариков нужно соблюдать определённые требования безопасности.
Например, нельзя запускать их в непосредственной близости от аэропортов и пожароопасных сооружений, в том числе в городах, поселениях, вблизи лесных массивов. Во избежание возгораний нельзя запускать фонарики в ветреную погоду.
Запуск небесных фонариков запрещён во многих государствах. Металлический каркас от упавших фонариков приводит к гибели домашнего скота, который съедает проволоку вместе с сеном, собаки на прогулке ранят этой проволокой лапы. Не успевшие потухнуть перед приземлением свечи поджигают соломенные крыши и даже уничтожают целые поля. Известны случаи вывода из строя электростанции и возникновения пожара в жилом доме, приведшего к гибели людей.
Для массового запуска фонариков на территории России в соответствии с Воздушным Кодексом требуется разрешение органов организации воздушного движения, из-за возможной опасности для полетов авиации.
Массовые запуски требуют согласований с местными властями, как и другие массовые мероприятия. Подобные акции могут создавать обильное количество мусора, рассеянного по значительной территории.

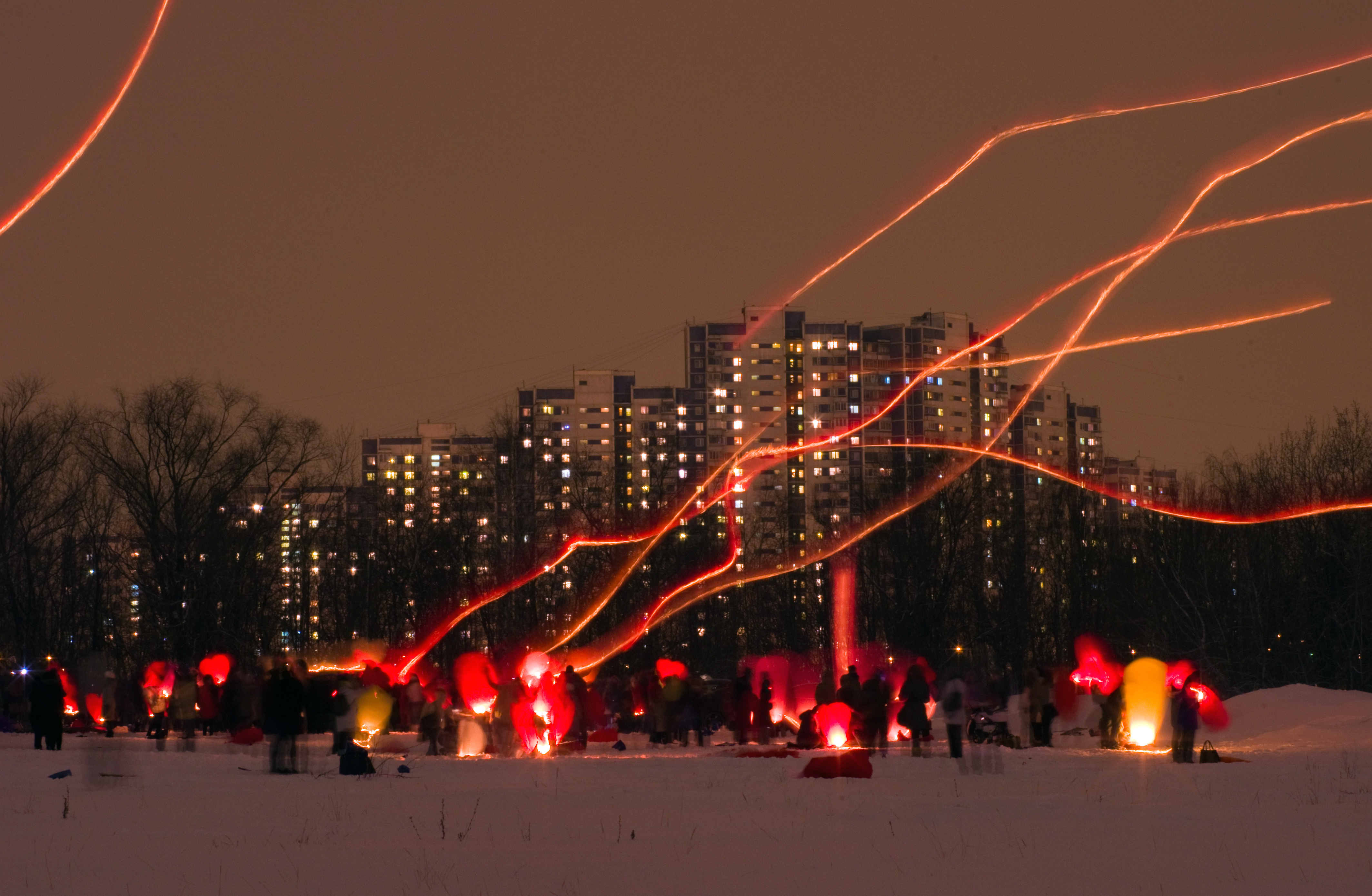
Мероприятие по запуску фонариков в Москве

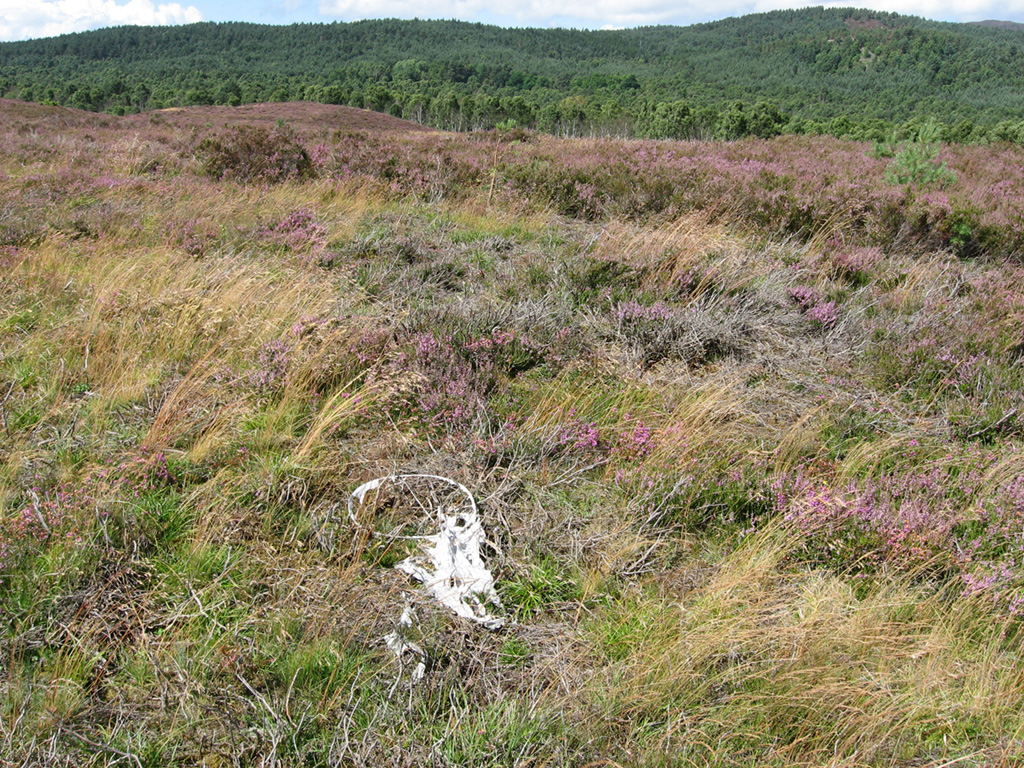
Остатки китайского фонарика в Национальном природном заповеднике Muir of Dinnet шотландского природного наследия